# نیکبخت
نیکبخت یک نام خانوادگی‌ست. افراد شاخص با این نام از این قرارند:
- علی‌رضا واحدی نیکبخت
- صالح نیکبخت
- محمدناصر نیکبخت
- ولی‌الله نیکبخت
- علیرضا نیکبخت نصرآبادی
- محمود نیکبخت